# Insignium

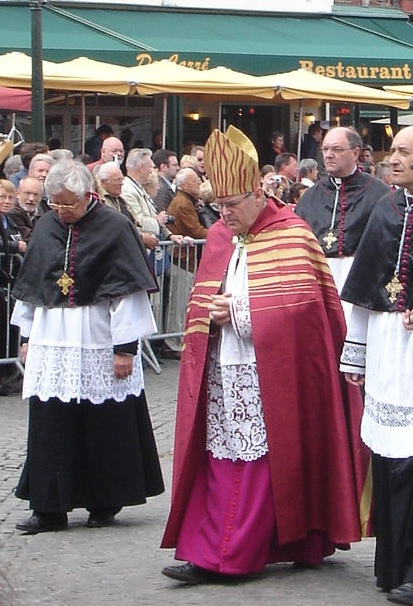
Insignia

Een insignium is in de liturgie een kledingstuk dat het ambt van de persoon die het draagt zichtbaar maakt. Insignia zijn:
in de Rooms-Katholieke Kerk:
- diaken
  - diakenstola

- priester
  - stola

- bisschop
  - strikt gesproken eigenlijk geen, al zijn de ring, borstkruis en mijter natuurlijk wel weggevers. Toch kan het dan altijd nog om een abt gaan. Vroeger was de rechthangende stola het privilege van de bisschop, omdat de priesters dit kledingstuk gekruist droegen. Tegenwoordig is dit onderscheid echter verdwenen en dragen zowel de priester als de bisschop dit kledingstuk rechthangend.

in de Oosters-orthodoxe Kerken:
- diaken
  - orarion

- priester
  - epitrachelion

- bisschop
  - omoforion